# Stade Vélodrome
Het Stade Vélodrome is een voetbalstadion met een capaciteit van 67.394 plaatsen in Marseille, Frankrijk. De Franse club Olympique de Marseille speelt er zijn thuiswedstrijden. Het is naar capaciteit het op één na grootste stadion van Frankrijk.

## Geschiedenis

### Ontstaan
In 1935 kreeg architectenbureau Pollack Ploquin de opdracht een multifunctioneel stadion te bouwen in de stad Marseille. Als locatie werd gekozen om het stadion op de grens tussen Saint-Giniez en Sainte-Marguerite in te bouwen. De eerste wedstrijd die in het Vélodrome werd gespeeld op 13 juni 1937 tussen OM en Torino.
Vanaf 1970 werd het de vaste thuisbasis van Olympique de Marseille, ze deelde het stadion met de lokale rugbyclub. 
Het stadion is grotendeels onoverdekt en onverwarmd.

### Eerste renovaties
Na de '70 was het stadion toe aan een renovatie. Zo werd de verlichting aangepast en werd er een capaciteit van 55.000 mensen gecreëerd, zo'n 6000 plaatsen meer dan voorheen. Ook werden de Atletiekbaan en Velodroom verwijderd.
Als voorbereiding op het EK 1984 werd een nieuw speelveld aangelegd. De capaciteit werd teruggebracht tot 42.000 plaatsen en er werden loges gebouwd. Na het EK steeg de capaciteit terug tot 48.000 toeschouwers door de hoeken van het stadion ook te overkappen. Ook de omgeving rond het stadion werd aangepakt.

### Renovatie 1998
Na de toewijzing van het WK 1998 werd de capaciteit verhoogd tot 60.000 plaatsen. Er werden op dat WK 7 wedstrijden in het stadion gespeeld.

### Renovatie 2014
Met oog op het EK 2016 werd het stadion nogmaals gerenoveerd. Zo werd er een dak op het stadion geplaatst en werd de capaciteit opgetrokken tot 67.000 man. Hierdoor zou het stadion een UEFA-stadionclassificatie categorie 4 bereiken. De aanpassingen startten in het voorjaar 2011 en werden in de zomer van 2014 afgerond.

## Evenementen
- Wereldkampioenschap voetbal 1938
- Europees kampioenschap voetbal 1960
- Europees kampioenschap voetbal 1984
- Wereldkampioenschap voetbal 1998
- Wereldkampioenschap rugby 2007
- Europees kampioenschap voetbal 2016
- Wereldkampioenschap rugby 2023

## Interlands
| №  | Datum        | Wedstrijd                       | Uitslag            | Competitie             | Toeschouwers |
| -- | ------------ | ------------------------------- | ------------------ | ---------------------- | ------------ |
| 1  | 5 juni 1938  | Italië – Noorwegen              | 2 – 1              | WK 1938 1e ronde       | 19.000       |
| 2  | 16 juni 1938 | Italië – Brazilië               | 2 – 1              | WK 1938 Halve finale   | 33.000       |
| 3  | 6 juli 1960  | Tsjecho-Slowakije – Sovjet-Unie | 0 – 3              | EK 1960 1e ronde       | 25.184       |
| 4  | 9 juli 1960  | Tsjecho-Slowakije – Frankrijk   | 2 – 0              | EK 1960 Troostfinale   | 9.438        |
| 5  | 17 juni 1984 | Portugal – Spanje               | 1 – 1              | EK 1984 Groepsfase (B) | 24.364       |
| 6  | 23 juni 1984 | Frankrijk – Portugal            | 3 – 2              | EK 1984 Halve finale   | 54.848       |
| 7  | 12 juni 1998 | Frankrijk – Zuid-Afrika         | 3 – 0              | WK 1998 Groepsfase (C) | 55.000       |
| 8  | 15 juni 1998 | Engeland – Tunesië              | 2 – 0              | WK 1998 Groepsfase (G) | 54.587       |
| 9  | 20 juni 1998 | Nederland – Zuid-Korea          | 5 – 0              | WK 1998 Groepsfase (E) | 55.000       |
| 10 | 23 juni 1998 | Noorwegen – Brazilië            | 2 – 1              | WK 1998 Groepsfase (A) | 55.000       |
| 11 | 27 juni 1998 | Italië – Noorwegen              | 1 – 0              | WK 1998 Achtste finale | 55.000       |
| 12 | 4 juli 1998  | Nederland – Argentinië          | 2 – 1              | WK 1998 Kwartfinale    | 55.000       |
| 13 | 7 juli 1998  | Nederland – Brazilië            | 1 – 1 pen. (2 – 4) | WK 1998 Halve finale   | 54.000       |
| 14 | 11 juni 2016 | Engeland – Rusland              | 1 – 1              | EK 2016 Groepsfase (B) | 64.987       |
| 15 | 15 juni 2016 | Frankrijk – Albanië             | 2 – 0              | EK 2016 Groepsfase (A) | 63.670       |
| 16 | 18 juni 2016 | IJsland – Hongarije             | 1 – 1              | EK 2016 Groepsfase (F) | 60.842       |
| 17 | 21 juni 2016 | Duitsland – Polen               | 0 – 0              | EK 2016 Groepsfase (C) | 63.648       |
| 18 | 30 juni 2016 | Polen – Portugal                | 1 – 1 (3 – 5 n.s.) | EK 2016 Kwartfinale    | 62.940       |
| 19 | 7 juli 2016  | Duitsland - Frankrijk           | 0 – 2              | EK 2016 Halve finale   | 66.490       |